# John Angelo Hansen
John Angelo Hansen, o simplement John Hansen, (Frederiksberg, 24 de juny de 1924 - 12 de gener de 1990) fou un futbolista danès.

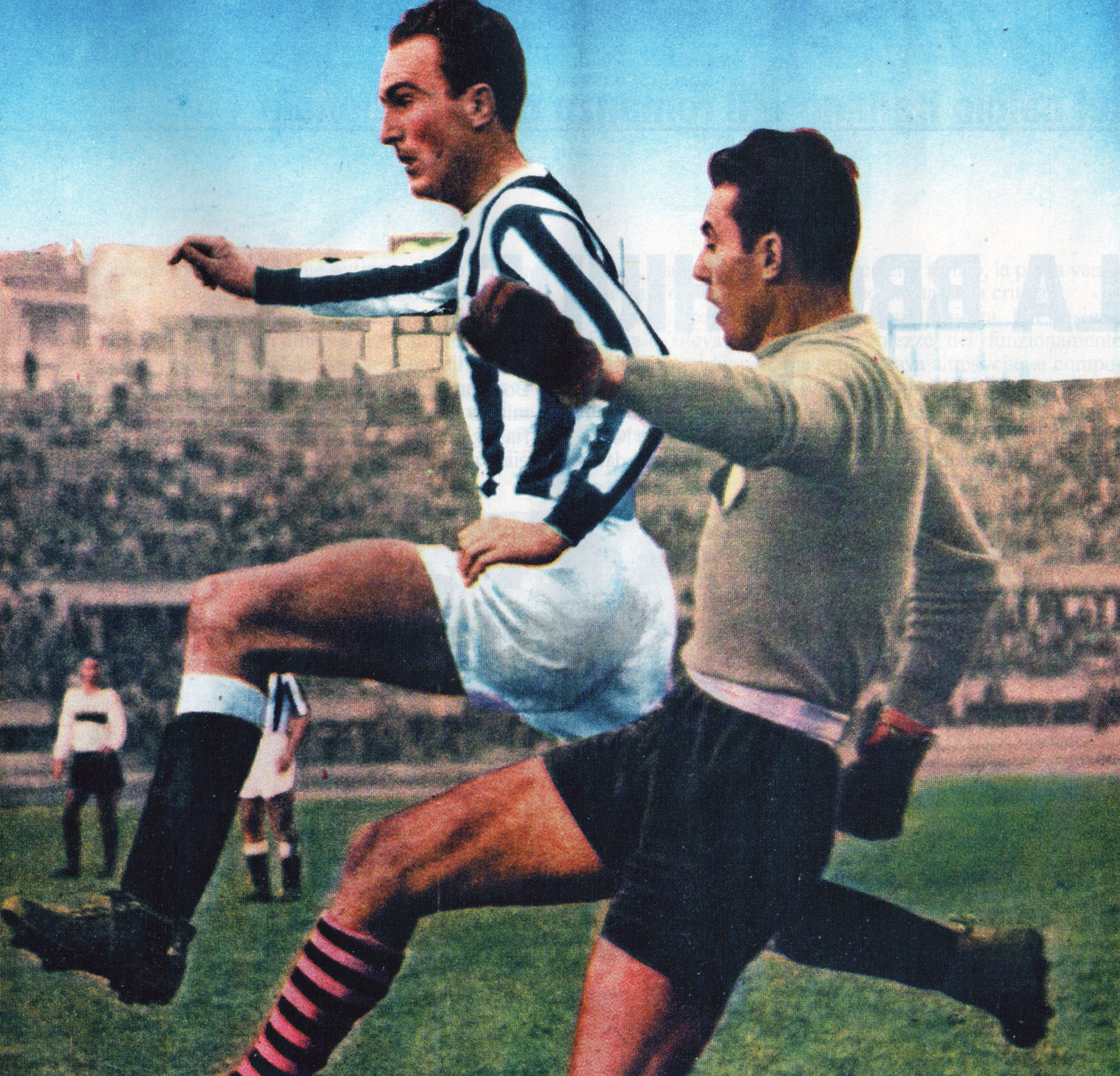
John Hansen, 1951-1952, Juventus FC.

Jugà set anys com a professional a Itàlia. Marcà 124 gols en 187 partits amb la Juventus FC, club on guanyà dues lligues de la Serie A i fou Capocannoniere el 1950. També jugà a la SS Lazio, i guanyà el campionat danès de l'any 1944 amb el club BK Frem i fou màxim golejador del campionat danès la temporada 1947-48.
Fou internacional amb la selecció de Dinamarca. Marcà deu gols en vuit partits l'any 1948, i guanyà la medalla de bronze als Jocs Olímpics d'Estiu de 1948.
Hansen també fou entrenador, al seu club Boldklubben Frem i a la selecció danesa. En aquesta darrera en fou entrenador interí el 1969, amb 5 victòries, 1 empat i 3 derrotes.

## Palmarès
Individual
- Màxim golejador de la lliga danesa de futbol: 1947-48
- Màxim golejador de la lliga italiana de futbol: 1951-52

Club
- Lliga danesa de futbol: 1943-44
- Lliga italiana de futbol: 1949-50, 1951-52